# セックス・チェック 第二の性
『セックス・チェック 第二の性』（セックス・チェック だいにのせい、英：The Sex Check）は、1968年公開の日本映画。

## 概要
原作は、『オール讀物』に連載された寺内大吉の『すぷりんたあ』。半陰陽と診断された実業団女子短距離選手とコーチとの、師弟を超えた愛憎を描いた作品である。

## ストーリー
名スプリンターと謳われながら戦争でオリンピック出場の夢を断たれた宮路司郎は、キャバレーホステスの情夫となり、自堕落な生活を送っていた。そんな宮路を見かねた選手時代の同期で医師をしている峰重正雄から、木下電気陸上部のコーチを勧められるのだが、宮路は自分の欲望を抑えきれず峰重の妻・彰子を強姦してしまったことで、自分に対する不甲斐無さから一旦は断る。しかし、その直後、バスケットボール部を退部処分になった南雲ひろ子に陸上短距離100mの素質を見いだして、前言を撤回しコーチを自らかって出て、ひろ子を陸上部にスカウト。宮路は、過酷なまでの猛練習を強いる一方で「勝つためには男になれ！」と、ひろ子に「ひげ剃り」までさせて徹底的に鍛え上げる。
猛練習の甲斐あって、記録会で日本記録まで0秒1にせまる11秒7の好記録を出して、宮路の期待に応えたが、直後の「目視によるセックス・チェック」を担当した峰重から、半陰陽と宣告されてしまう。オリンピック代表選手候補から外されたひろ子は、陸上部から去っていった。宮路は、失意のひろ子に男性の闘争心と女性の身体を併せ持たせて、再び記録会に出場させるために「ある行動」に出る。

## キャスト
南雲ひろ子（なぐもひろこ）
演 - 安田道代（現：大楠道代）
18歳。所属するバスケ部のコーチと取っ組み合いをしていた所を偶然出会った司郎に気に入られ素質を見出されて陸上部に転向する。中学の頃に陸上の経験がある。向こう見ずで気性が荒い性格。司郎の「女が短距離で速い記録を出すには、そいつの中にある男の能力を出す必要がある」という独特な考え方により男っぽい言動をするよう命じられる。
宮路司郎
演 - 緒形拳
名スプリンター。会社での肩書きは陸上部コーチ(名ばかりの厚生課長補佐という役職との兼用)。ただし、他の部員は素質がないと勝手にひろ子専属のコーチとなる。学生時代は短距離走者として名を轟かせたが、その後戦争によりオリンピックの夢が叶わず素行が悪くなり人望もなくなり、学生時代の陸上部仲間やスポーツ連盟から嫌われている。かなり独特で偏った考え方の持ち主で自己中心的で強引な性格。自身が果たせなかったオリンピック出場の夢をひろ子に託し、彼女を熱血指導する。
峰重正雄
演 - 滝田裕介
大学の講師。日本スポーツ連盟に顔が利く人物。木下電気株式会社の診療所で働いていたが、ほどなくして日本スポーツ連盟の嘱託医となる。大学時代は司郎とは短距離走のライバル同士(大学は別)で彼に勝つことを目標にしていた。
峰重彰子
演 - 小川真由美
正雄の妻。女学生時代は司郎の走る姿に憧れていた。若い頃に司郎から結婚を申し込まれたが断っている。父は、医学部長で正雄にとっては恩師。ちなみにロス五輪(第10回・1932年の大会)の頃の日本選手団の応援歌『走れ大地』が好きで、作中で彰子が歌唱するシーンがある。
原専務
演 - 内田朝雄
木下電気株式会社の専務。近々オリンピックが開かれるため、自社の陸上部女子部員から日本代表選手が出ればいい宣伝になると期待する。正雄によると「今年の女子行員の募集時に陸上競技の経験がある者を優先的に採用した」とのこと。
梅田係長
演 - 谷謙一
会社の工場で働くひろ子たち女子工員の上司。司郎から日夜1対1の指導やマッサージを受けるひろ子に対しセクハラまがいの発言をする。
笹沼
演 - 早川雄三
日本スポーツ連盟の幹部。司郎とは同じ大学の陸上部仲間だったが、彼の素行の悪さから距離を置くようになっている。女子の100m走の日本記録に迫る記録を出したひろ子に性別を疑い、女性であることをはっきりさせるためにセックス・チェックを勧める。
正子
演 - 笠原玲子
陸上部員。
玲子
演 - 仁木多鶴子
宮路の情婦。
ちか子
演 - 村田扶実子
ひろ子の伯母。伊豆在住。ひろ子が幼い頃に両親が亡くなったため、夫と共に彼女の親代わりに育ててきた。現在は夫は出稼ぎに出ておりしばらくの間一人で暮らしている。噂が広がりやすい小さな集落に住んでいるため近所の目を気にしながら生活している。
夫人A（新宮信子）、夫人B（白井玲子）
木下電気株式会社の社宅の主婦たち。社宅で暮らし始めたひろ子と司郎の奇妙な関係に風紀が乱れると不安がる。
女中
演 - 八代順子
峰重家で家事や様々な用事をこなす。
安河
演 - 目黒幸子
バスケット部のコーチ。

## 備考
『すぷりんたあ』を原作にした映像作品は、他にドラマ『仮面の女』がある。（1998年・TBS、大映テレビ）
公開された時期から分かるように、1968年10月開催のメキシコシティオリンピックを意識して作られたものだが、そのメキシコシティオリンピックでは、短距離走を含めた女子陸上競技全種目で日本代表選手は一人もエントリーをしていない。